# Fenerbahce (animal)
Fenerbahce es un género de peces de agua dulce de la familia notobránquidos en el orden de los ciprinodontiformes, que se distribuyen por ríos de la cuenca del río Congo, en la República Democrática del Congo. Antes denominado como género Adamas.

## Hábitat
Viven en ríos y arroyos ocultos de la selva tropical, de comportamiento bentopelágico.

## Especies
Se conocen dos especies válidas en este género:
- Fenerbahce devosi (Sonnenberg, Woeltjes y van der Zee, 2011)
- Fenerbahce formosus (Huber, 1979)